# ヘイムダル古細菌
ヘイムダル古細菌（ヘイムダルアーキオータ、Heimdallarchaeota）は、2017年に提唱された古細菌の候補門である。系統解析では真核生物に最も近いとされるアスガルド古細菌の中でも真核生物に特に近いとみられており、ヘイムダル古細菌内部のヘズ古細菌の姉妹群に真核生物を置く解析がある。ラテン語名は、先行して発見されたロキ古細菌から、北欧神話における光の神「ヘイムダル」が連想されたものである。
以前Loki2、Loki3と呼ばれていた系統がこれにあたる。北極海のガッケル海嶺ロキの丘とデンマークのオーフス湾沈殿物から見出された。2018年にはルーマニアのテキルギオル湖やアマラ湖の沈殿物、更には酸素の豊富な海洋表層からも報告されている。いずれの場所でもヘイムダル古細菌の占める割合は比較的まれである。純粋培養が行われておらず、断片的なゲノム解析しか行われていないが、先に発見されたロキ古細菌同様、真核生物様の遺伝子が大量に見つかっている。推定ゲノムサイズは系統によるが各3～6.35Mbpの範囲にあり、古細菌の中では最大級である。
培養ができないため、電子顕微鏡画像では捉えられていないが、CARD-FISHによる細胞の可視化が行われている。ルーマニアのサンプルでは、細胞サイズが2×1.4μm程度で、細胞中心にDNAが凝集する特徴がある。沈殿物の深部からは見つからず、好気的な代謝経路や光駆動プロトンポンプ（バクテリオロドプシン）を有するため、光エネルギーを利用する能力を有する混合栄養性の通性好気性生物であると予想されている。ゲノム情報からの推定では、酸素や硝酸塩を利用して、炭水化物、脂質、タンパク質を代謝できるという。
アスガルド古細菌の中で唯一、3つの異なるロドプシンファミリー(type-1ロドプシン,ヘリオロドプシン,シゾロドプシン)を保有することが報告されている種である。